# Moho (distrito)
Moho é um distrito do Peru, departamento de Puno, localizada na província de Moho.

## Transporte
O distrito de Moho é servido pela seguinte rodovia:
- PU-110, que liga a cidade de Vilque Chico ao distrito
- PE-34I, que liga o distrito à cidade de Huancané [1][2][3]